# Дусен, Пер Карл Яльмар
Пер Карл Яльмар Дусен (швед. Per Karl Hjalmar Dusén; 1855 — 1926) — шведский ботаник, инженер-строитель и исследователь. Как ботаник он интересовался птеридологией, бриологией и палеоботаникой. Он провёл ботанические экспедиции в Африке, Гренландии и Южной Америке. Во время своих экспедиций в Гренландию на остров Диско он занимался каталогизацией разнообразных цветочных растений, хвощов и папоротников.
В 1890-1892 годах Дусен собрал коллекцию окаменелых листьев (около 560 экземпляров), сохраненных в базальте в окрестностях вулкана Камерун на западном побережье Камерун. Позже эти ископаемые остатки изучали немецкий палеоботаник Пауль Юлиус Менцель (1864-1927). Коллекция окаменелостей Дусена хранится в Нью-Йоркском ботаническом саду.

## Ботаническиеэпонимы
В его честь было названо более 200 видов, среди них:
- (Acanthaceae) "Acanthus dusenii" C. B. Clarke
- (Acanthaceae) "Justicia dusenii" (Lindau) Wassh. & L. B. Sm. in Reitz
- (Anacardiaceae) "Trichoscypha dusenii" Engl.
- (Annonaceae) "Guatteria dusenii" R.E.Fr.
- (Apiaceae) "Azorella dusenii" H. Wolff
- (Apiaceae) "Centella dusenii" Nannf.
- (Apiaceae) "Trachymene dusenii" (Domin) B. L. Burtt
- (Aspleniaceae) "Asplenium dusenii" Luerss.

## Отдельные научные труды
- "New and Some Little Known Mosses from the West Coast of Africa" (Vetenskapsakademiens Handlingar 28., 1895, 1896)
- "Die Gefässpflanzen der Magellansländer" ("Svenska expeditionen till Magellansländerna", 1900)
- "Die Pflanzenvereine der Magellansländer" (ibid., 1905)
- "Zur Kenntnis der Gefässpflanzen des südlichen Patagoniens" (Vetenskapsakademiens öfversigt 1901)
- "The Vegetation of Western Patagonia" ("Reports of the Princeton University Expedition", 8, 1903)
- "Beiträge zur Bryologie der Magellansländer, von Westpatagonien und Südchile", 1-5 ("Arkiv för botanik", 1903, 1905, 1906)
- "Sulla la flore de la Serra do Itatiaya au Brasil" ("Звуковых do Museu Nacional do Rio de Janeiro". 13, 1903)
- "Zur Kenntnis der Gefässpflanzen Ost-Grönlands och Beiträge zur Laubmoosflora Ost-Grönlands und der Insel Jan Mayen" (Vetenskapsakademiens bihang 27: 3, 1901)